# Sherkole
Sherkole est un woreda de la zone Asosa dans la région Benishangul-Gumuz, en Éthiopie.
Le woreda a 24 679 habitants en 2007.

## Situation
Le woreda est bordé, au sud-est, par le fleuve Dabus.
La principale ville de ce woreda est Holma[à vérifier].
Le point culminant est le mont Abu Ranab.

## Histoire
Le camp de réfugiés de Sherkole sous mandat du Haut Commissariat des Nations unies pour les réfugiés (UNHCR) héberge près de 14 000 personnes en 2006 et plus de 10 000 personnes en 2014[réf. souhaitée].

## Population
Selon les estimations de 2005 de l’Agence Centrale de la Statistique éthiopienne (CSA), le woreda Sherkole compte 18 558 habitants (9 066 hommes et 9 492 femmes). Avec une superficie de 3 204 km2, le woreda a une densité de 5,8 habitants par km2.
Le woreda a 24 679 habitants et 96 % de sa population est rurale au recensement de 2007.
En 2020, sa population est estimée par projection des taux de 2007 à 28 494 personnes.